# Den lilla teatern spelar för dig
Den lilla teatern spelar för dig är ett svenskt barnprogram från 1973. Det var en dockmusikal i åtta avsnitt med Staffan Westerberg och Monica Nielsen och med musik av Björn Isfält och Lasse Dahlberg.